# Mieczysław Jerzy Opatrny
Mieczysław Jerzy Opatrny (ur. 21 października 1893 w Tyńcu, zm. 21 października 1939 w Lesznie) – polski żołnierz, kawaler Krzyża Walecznych, adwokat, doktor prawa, radny miejski.

## Życiorys
Był synem Wacława i Marii z Bałko-Kotarskich. Uczęszczał do gimnazjum w Stryju, Brzeżanach i Nowym Sączu, a naukę zakończył maturą w 1914. Następnie ukończył studia na Wydziale Prawa Uniwersytetu Jagiellońskiego. 
W latach 1914–1918 walczył w szeregach cesarskiej i królewskiej Armii. Ranny w bitwie nad Piawą. Od grudnia 1918 był porucznikiem w służbie czynnej Wojska Polskiego. Uczestnik wojny polsko-bolszewickiej. W 1924 został przeniesiony do rezerwy.  Pracował w Dyrekcji Kolei Państwowej w  Poznaniu (1924–1926), następnie jako aplikant w Sądzie Okręgowym w Lesznie (1926–1930), kolejno  asesor sądowy, prezes sądu w Rawiczu (1931–1936) i prywatny adwokat w Lesznie (od 1936). W 1934, jako oficer pospolitego ruszenia pozostawał w ewidencji Powiatowej Komendy Uzupełnień Kościan. Posiadał przydział do Oficerskiej Kadry Okręgowej Nr VII. Był wówczas „przewidziany do użycia w czasie wojny”.
W Lesznie był członkiem Sądu Honorowego Bractwa Kurkowego, komendantem Straży Obywatelskiej od 1 do 3 września 1939 i tymczasowym burmistrzem Leszna. Z Leszczyńskim Batalionem Obrony Narodowej brał udział w kampanii wrześniowej. Po odniesieniu ran został zwolniony do domu, ze szpitala polowego PCK w Kłodawie 21 września 1939 r., by powrócić do Leszna. Żonaty z Aleksandrą Kazimierą (z d. Thomas, ślub w 1927). Miał dwie córki: Dąbrówkę Bożenę (ur. 1928) i Grażynę (ur. 1939 r.). Działacz społeczny w Lesznie. Z zamiłowania historyk.
Przed wybuchem II wojny światowej znalazł się na liście „szczególnie niebezpiecznych dla Rzeszy” (niem. Sonderfahndungsbuch Polen)  utworzonej przez V kolumnę miejscowych Niemców. Według odpisu niemieckiego wykazu wydanych kar śmierci Mieczysław Opatrny w rubryce zawierającej informacje obciążające wpisane ma: Wróg Niemiec.
Rozstrzelany podczas publicznej egzekucji  przeprowadzonej w ramach operacji Tannenberg pod murem więzienia.
Pochowany w nieoznakowanej zbiorowej mogile, poza murem cmentarnym na alei do Borowej Karczmy. W każdą rocznicę egzekucji, pod  tablicą upamiętniającą to wydarzenie odbywa się uroczysty apel poległych. 21 października 1986 roku odsłonięto też tablicę z nazwiskami ofiar mordu na zbiorowej mogile.